# فرد رامدات میسیر
فرد رامدات میسیر (انگلیسی: Fred Ramdat Misier؛ ۲۸ اکتبر ۱۹۲۶ – ۲۵ ژوئیه ۲۰۰۴) سیاستمدار، و قاضی اهل سورینام بود.